# تفجيرات الموصل 2004
كانت تفجيرات الموصل في  الرابع و العشرين من يونيو 2004 عبارة عن سلسلة من الهجمات المنسقة بالسيارات المفخخة في مدينة الموصل بشمال العراق، حيث استهدفت خمس سيارات مفخخة اربع  مراكز للشرطة ومستشفى المدينة مما أسفر عن مقتل 62 شخصًا على الأقل وإصابة 220 شخصًا على الأقل، وكان العديد منهم من رجال الشرطة العراقيين.
أعلنت جماعة “جيش أنصار السنة” مسؤوليتها عن الهجوم، حيث نفذ أحد عناصرها عملية انتحارية استهدفت مطعمًا داخل قاعدة أمريكية في الموصل، مما أسفر عن مقتل تسعة عشر جنديًا أمريكيًا من بين القتلى البالغ عددهم 24، بالإضافة إلى 60 جريحًا. وقد دان الرئيس الأمريكي جورج بوش الهجوم، واصفًا إياه بأنه يعكس يأس المسلحين.
تُعتبر هذه التفجيرات من أبرز الهجمات الإرهابية التي وقعت في شمال العراق بعد الاحتلال الأمريكي عام 2003، حيث أظهرت قدرة الجماعات المسلحة على تنفيذ هجمات منسقة تستهدف المؤسسات الحكومية والمدنية على حد سواء. أسفرت هذه الهجمات عن حالة من الفوضى والرعب في المدينة، وأدت إلى تعزيز إجراءات الأمن ومراقبة السيارات والشاحنات في المناطق الحيوية. كما سلطت الضوء على هشاشة البنية الأمنية في الموصل خلال تلك الفترة، وأثرت على استعدادات الشرطة العراقية للتعامل مع تهديدات مستقبلية.